# Liparis bautingensis
Liparis bautingensis  (лат.) — вид цветковых растений рода Лосняк (Liparis) семейства Орхидные (Orchidaceae). Эндемик Китая, произрастает в горных лесах Южного Хайнаня до высоты 1600 м.

## Описание
Эпифитное травянистое растение. Корневища продолговатые, со множеством узлов, толщиной 2—2,5 мм, междоузлия длиной 2—8 мм. Псевдобульбы разнесены друг от друга на 1,5—4 см, цилиндрически-продолговатые или узкояйцевидно-цилиндрические, около 12×3—7 мм.
Лист единственный, на черешке 1,5—4 см длиной, пластинка от эллиптической до продолговатой, 6—15×1,6—1,8 см, заострённая.
Соцветие длиной 7—14 см, общая цветоножка приплюснуто-цилиндрическая. Рахис около 5 мм, трёх- или четырёхцветковый, прицветнички зелёные, ланцетные или узколанцетные, 5—15 мм длиной. Цветки зелёные или зеленовато-белые, цветоножка и завязь 1,5—2,2 см. Внешний чашелистик широколинейный до линейно-ланцетного, 9—10×1,5—2 мм, с отогнутыми назад краями, та верхушке тупой; боковые чашелистики ланцетные, чуть скошенные, 9—10×2 мм. Лепестки нитевидные, 9—10×0,5 мм.
Коробочка обратнояйцевидная, плодоножки 1,2—1,8 см длиной.